# Anna Milczanowska
Anna Maria Milczanowska z domu Chutkiewicz (ur. 18 lipca 1958 w Radomsku) – polska polityk, nauczycielka i urzędniczka samorządowa, prezydent Radomska (2006–2015), posłanka na Sejm VIII, IX i X kadencji (od 2015).

## Życiorys
Ukończyła w 1999 pedagogikę na Uniwersytecie Opolskim. W młodości działała w Miejskim Domu Kultury w Radomsku, była instruktorem teatralnym. Od 1996 pracowała jako nauczycielka, stała na czele szkolnej „Solidarności”. W wyborach samorządowych w 1998 bezskutecznie ubiegała się o mandat radnej Radomska z listy Akcji Wyborczej Solidarność. W wyborach w 2002 została wybrana do rady miasta z ramienia Forum Samorządowo-Gospodarczego, a w wyborach w 2006 została wybrana na prezydenta Radomska, wygrywając w II turze z Jerzym Słowińskim. Cztery lata później uzyskała reelekcję. W 2014 z powodzeniem kandydowała na kolejną kadencję z ramienia PiS.
W wyborach prezydenckich w 2010 poparła kandydaturę Marka Jurka i weszła w skład jego społecznego komitetu poparcia. W wyborach parlamentarnych w 2015 wystartowała do Sejmu z listy Prawa i Sprawiedliwości w okręgu piotrkowskim. Otrzymała 11 562 głosy, uzyskując tym samym mandat poselski. W wyborach w 2019 z powodzeniem ubiegała się o poselską reelekcję, otrzymując 20 451 głosów. W wyborach w 2023 po raz trzeci z rzędu została wybrana do Sejmu (z wynikiem 22 595 głosów). W 2024 startowała z listy Prawa i Sprawiedliwości w wyborach do Parlamentu Europejskiego z okręgu nr 6, nie uzyskując mandatu. W listopadzie 2024 objęła funkcję prezesa zarządu okręgowego PiS w Piotrkowie Trybunalskim.

## Wyniki w wyborach ogólnopolskich
| Wybory | Komitet wyborczy                | Komitet wyborczy       | Organ              | Okręg          | Wynik          |
| ------ | ------------------------------- | ---------------------- | ------------------ | -------------- | -------------- |
| 2015   |                                 | Prawo i Sprawiedliwość | Sejm VIII kadencji | nr 10          | 11 562 (4,05%) |
| 2019   | Sejm IX kadencji                | Prawo i Sprawiedliwość | 20 451 (5,91%)     | nr 10          |                |
| 2023   | Sejm X kadencji                 | Prawo i Sprawiedliwość | 22 595 (5,69%)     | nr 10          |                |
| 2024   | Parlament Europejski X kadencji | Prawo i Sprawiedliwość | nr 6               | 17 680 (2,33%) |                |

## Odznaczenia
Odznaczona Medalem za Zasługi dla Policji.